# Älvgrynnan
Älvgrynnan (rivierondiepte) is een eilandje in de Zweedse Kalixrivier. Het ronde eiland ligt ter hoogte van Risögrund en heeft geen oeververbinding. Het eiland heeft een oppervlakte van nog geen hectare.